# Gabriel Munteanu
Gabriel "Gabi" Munteanu (ur. 25 stycznia 1973) – rumuński judoka. Dwukrotny olimpijczyk. Odpadł w eliminacjach w Sydney 2000 i Atenach 2004. Walczył w wadze ciężkiej.
Piąty na mistrzostwach świata w 2003; uczestnik zawodów w 1999. Startował w Pucharze Świata w latach 1993, 1995, 1998-2005 i 2009. Piąty na mistrzostwach Europy w 2000 i 2003. Wygrał igrzyska frankofońskie w 2001 roku.

## Letnie Igrzyska Olimpijskie 2004
| Konkurencja | Eliminacje                | Repasaże                 | Klas. końcowa |
| Konkurencja | Przeciwnik I              | Przeciwnik I             | Miejsce       |
| ----------- | ------------------------- | ------------------------ | ------------- |
| +100 kg     | Tamierłan Tmienow (RUS) P | Daniel Hernandes (BRA) P | II runda.     |

## Letnie Igrzyska Olimpijskie 2000
| Konkurencja | Eliminacje        | Klas. końcowa |
| Konkurencja | Przeciwnik I      | Miejsce       |
| ----------- | ----------------- | ------------- |
| +100 kg     | Petr Jákl (CZE) P | I runda.      |